# Рашко Нончев
Рашко Нешов Нончев е български поборник от Априлското въстание през 1876 г.
Роден е около 1838 г. в малоимотното семейство на Нешо и Тодора Нончеви от село Копривщица. Като член на Революционния комитет е посветен в неговите тайни още преди избухването на въстанието на 20 април. Като член на комитетската стража е натоварен от апостола Тодор Каблешков да следи за опазването на комитетските тайни, които да не стсват известни на турците. Тази длъжност изпълнявал до обявяването на въстанието.
Рашко Нешов от 20 април до превземането на селото на 1 май от башибозука и редовния турски аскер служи като стотник в четата с хилядник Найден Попстоянов. С тези другари е изпратен да подпомогне въстанието в съседното село Стрелча. Там Рашко взима участие в сражението с обсадените в джамията друговерци, при която битка е ранен от неприятелски куршум.
След като въстанието пропада той е ограбен и опропастен. Рашко Нончев почива в Копривщица  на 12 август 1921 г.